# Асоціація університетів для досліджень в астрономії

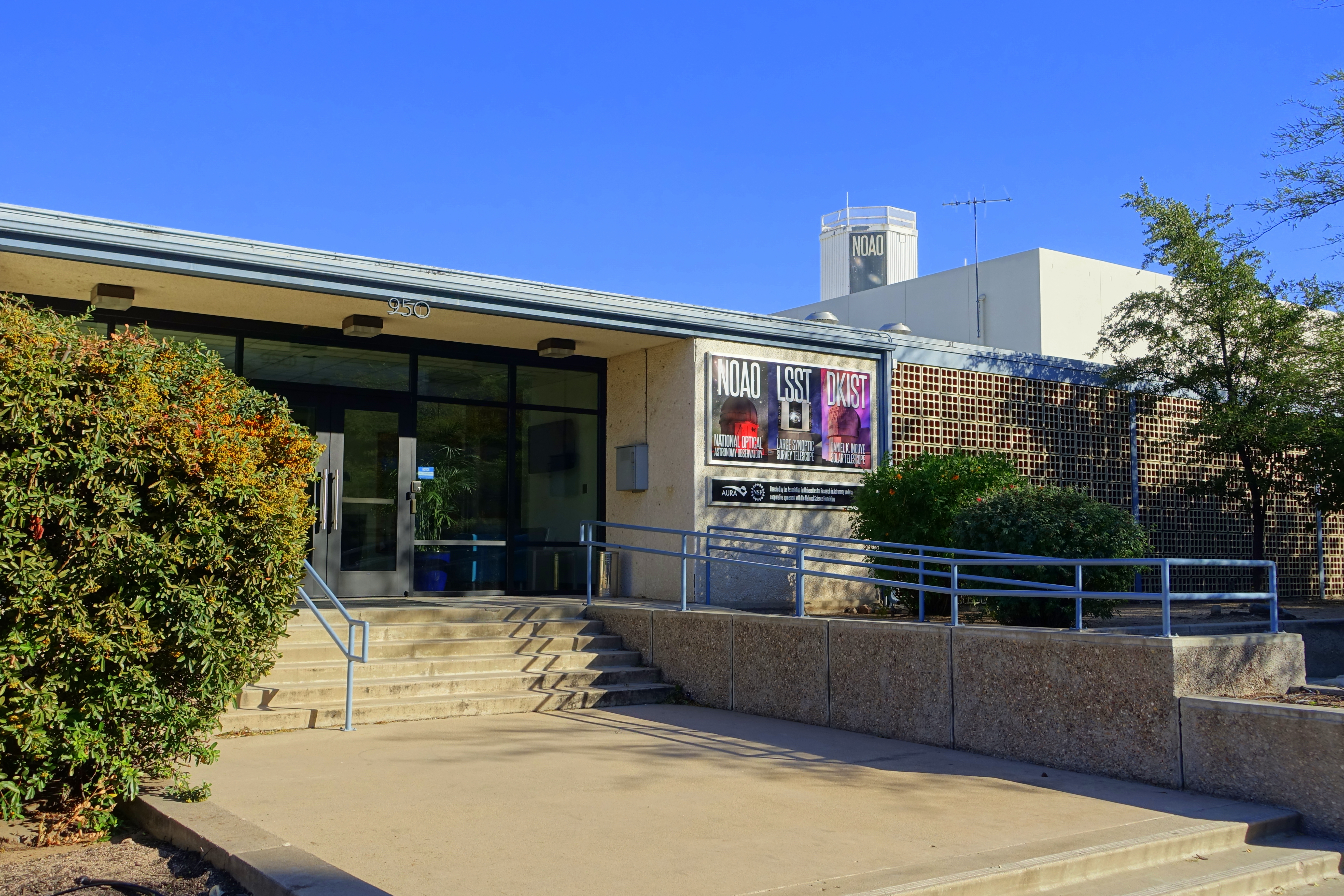
Асоціація університетів для дослідження з астрономії при університеті Аризони

Асоціація університетів з досліджень в астрономії (англ. Association of Universities for Research in Astronomy, AURA) — консорціум американських університетів та інших інституцій, який здійснює управління астрономічними обсерваторіями та телескопами. 
Організація відповідає за роботу кількох обсерваторій, відомих як «центри AURA»: обсерваторія Джеміні, Великий синоптичний оглядовий телескоп (LSST), Національна обсерваторія з оптичної астрономії (NOAO), Національна сонячна обсерваторія (NSO) та інститут досліджень космічним телескопом (STScI).

## Історія
Заснована 10 жовтня 1957 року за сприяння Національного наукового фонду (NSF), AURA об'єднала групу з семи університетів США: Каліфорнії, Чикаго, Гарварду, Індіани, Мічигану, штату Огайо та Вісконсину. Перше засідання Ради директорів відбулося в Енн-Арбор, штат Мічиган. Сьогодні[коли?] AURA має 39 установ-членів з США та сім міжнародних афілійованих членів.
AURA починала як невелика організація, яка займалась наземною оптичною астрономією, керувала телескопами від 1 до 4 метрів та надавала громадський захист оптичній / інфрачервоній астрономії. AURA розширила свою діяльність включаючи сонячну астрономію та 8-метрові телескопи Джеміні, продовжувала співпрацювати з іншими консорціумами, такими як WIYN (Вісконсинський, Індіанський, Єльський університети та NOAO) і SOAR[прояснити]. У 1980-х роках AURA взяла на себе керівництво інститутом досліджень за допомогою космічного телескопа, за допомогою космічного телескопа Хаббла відкрила діапазон ультрафіолетових, оптичних та інфрачервоних хвиль у космосі. AURA просуває свої цілі в інфрачервоній космічній астрономії за допомогою космічного телескопа Джеймса Вебба (JWST)[джерело?].

## Центри
- NOIRLab — дослідницька лабораторія оптичної та інфрачервоної астрономії (англ. National Optical-Infrared Astronomy Research Laboratory), якою AURA керує  за угодою з NSF. Утворена 1 жовтня 2019 року шляхом об'єднання трьох організацій, у керівництві яких AURA брала участь[3]:
  - Обсерваторія Джеміні, міжнародне партнерство з експлуатації двох телескопів, один на Мауна-Кеа на Гаваях і другий на Серро-Пачон у Чилі.
  - Великий синоптичний оглядовий телескоп (LSST) — державно-приватне партнерство з експлуатації 8,4-метрового телескопа на чилійському Серро-Пачон.
  - Національна обсерваторія оптичної астрономії (NOAO) — телескопи обсерваторії Кітт-Пік в Аризоні та обсерваторії Серро-Тололо в Чилі.
- Національна сонячна обсерваторія (NSO) — AURA керує NSO, проводячи дослідження на піку Сакраменто-Пік в Нью-Мексико та на Кітт-Пік в Аризоні.
- Інститут досліджень космічним телескопом (STScI) — AURA керує STScI з NASA для виконання наукової місії космічного телескопа Хаббла та розробки операцій космічного телескопа Джеймса Вебба.

## Президент
1 березня 2015 року президентом Асоціації університетів з досліджень в астрономії (AURA) був призначений Доктор Маунтін. Президент, як головний керівник, має виконувати функції головного представника або прес-секретаря AURA. Він є членом Ради директорів та виконує політичні рішення Ради. Виконує функції Ради директорів як головний виконавчий директор, забезпечує керівництво та керівництво з питань політики, координації діяльності Ради та різних її комітетів. Президент також несе відповідальність за підтримку ефективних робочих відносин з університетами-членами AURA.

## Рада директорів AURA
Щоквартально проводиться правління асоціації. Воно встановлює політику AURA, затверджує бюджет, обирає членів Рад управління та призначає Президента, директорів Центру та інших головних посадових осіб. Рада директорів несе відповідальність перед представниками країн-членів за ефективне управління AURA та досягнення його цілей.
- Нинішні члени Правління AURA [Архівовано 20 вересня 2018 у Wayback Machine.]

## Члени
Сьогодні[коли?] існує 39 інституцій-членів США та 7 міжнародних афілійованих членів. До їх складу входять інститути-члени AURA. Президент кожної інституції-члена призначає представника-члена, який має право голосу у питаннях AURA. Разом Представники-членів разом діють за заявами про членство.
- Члени-інституцій AURA [Архівовано 25 серпня 2018 у Wayback Machine.]

## Відзнаки
Астероїд 19912 Aurapenenta названо на честь п'ятдесятиріччя асоціації, яке відзначали 1 червня 2007 року.